# Arturo Vidal
Arturo Erasmo Vidal Pardo (Santiago, 22. svibnja 1987.) čileanski je nogometaš koji igra na poziciji veznog. Trenutačno igra za Colo-Colo.

## Raniji život
Vidal je rođen u San Joaquínu, radničkom predgrađu Santiaga kao drugo od šestoro djece. Arturov talent otkrio je njegov ujak i on se priključio mlađim uzrastima jednog od najvećih čileanskih klubova, Colo-Coloa.

## Klupska karijera

### Colo-Colo
Vidal je svoj prvi profesionalni nastup zabilježio za Colo-Colo protiv vječitih rivala Universidad de Chilea. Colo-Colo je pobijedio 2:1 i osvojio prvenstvo. Sljedeće sezone postao je važan igrač Colo-Coloa te je pomogao svom klubu u osvajanju drugog uzastopnog prvenstva. U Copa Sudamericani 2006. Vidal je postigao tri pogotka. Svojim dobrim igrama privukao je pažnju nekoliko europskih klubova.

### Bayer Leverkusen
U ljeto 2007. godine Vidal je napustio Colo-Colo te prešao u njemački Bayer Leverkusen. Bayer je Artura platio 11 milijuna eura. Tim transferom Vidal je postao najskuplji igrač kupljen iz Colo-Coloa, a prijašnji rekord je držao Matías Fernández kojeg je Villarreal platio 9 milijuna eura.
Vidal je zbog ozljede propustio prvu utakmicu sezone, ali se ubrzo oporavio te je 19. kolovoza 2007. protiv Hamburga u gostujućem porazu po prvi puta počeo utakmicu od početka. Nakon samo tri utakmice za Bayer zabio je i svoj prvi pogodak. Imao je ključnu ulogu 2008./09. sezone kada je Bayer stigao do finala njemačkog kupa. 8. ožujka 2009. protiv Bochuma zadobio je potres mozga te je izbivao mjesec dana s terena. Nakon povratka zabio je pogodak u polufinalnoj utakmici njemačkog kupa protiv Mainza koju je Bayer pobijedio 4:1.
Sezona 2010./11. bila je zadnja Vidalova u dresu Bayer Leverkusena. Pomogao je klubu da završi drugi u Njemačka nogometna Bundesligi te je bio glavni klupski asistent s 11 asistencija te sezone što je bio drugi najbolji rezultat u ligi. Zabio je i dva pogotka u Europskoj ligi.

### Juventus
Nakon dobre sezone u Bayeru, Vidal se povezivao s nekoliko klubova uključujući i Bayerovog rivala, Bayern Münchena. 22. srpnja 2011. Arturo se priključio talijanskom gigantu Juventusu koji je za njega Bayeru platio 12,5 milijuna eura.
Za Juventus je debitirao u prvoj utakmici nove sezone protiv Parme. Ušao je u drugome poluvremenu kao zamjena za Alessandra Del Piera te je nakon samo šest minuta u igri postigao svoj prvi pogodak u crno-bijelom dresu u pobijedi Juventusa 4:1. Nakon nekoliko utakmica izborio je mjesto u početnom sastavu kod trenera Antonia Contea te je počeo surađivati za Andreom Pirlom i Claudiom Marchisiom u veznom redu. Dana 19. rujna 2012. Vidal je postigao svoj prvi gol u ligi prvaka usred Londona u skupini protiv aktualnih nositelja Chelsea. 
Zanimljivo da je u svojoj prvoj sezoni u dresu Juventusa Vidal nosio broj 22, a dolaskom Kwadwoa Asamoaha sljedećeg ljeta uzeo je broj 23, dok je Asamoah dobio 22. Nakon što je pomogao klubu osvojiti drugi uzastopni naslov Serie A, igračem godine proglasili su ga prijavljeni korisnici klupske internetske stranice juventus.com.[nedostaje izvor]

### Bayern München
Na dan 22. srpnja 2015. dogovoren je transfer između Bayern Münchena i Juventusa.

### Barcelona
U ljetnom prijelaznom roku dogovoren je transfer Bayern Münchena i Barcelone. Vidal je Barcelonu koštao 20 milijuna eura, ugovor je potpisao do 2021.

### Inter Milan
U ljeto 2020. godine, Vidal je potpisao s talijanskim klubom Interom iz Milana. Inter je za njega platio simboličnu odštetu u iznosu od 500 tisuća eura.

## Reprezentativna karijera
Vidal je za Čile nastupao na U-20 južnoameričkom prvenstvu 2007. godine.
Za seniorsku reprezentaciju Čilea debitirao je u prijateljskoj utakmici protiv Venezuele u pobijedi 1:0. Pod vodstvom Marcela Bielse postao je standardni reprezentativac te je nastupao u kvalifikacijama za svjetsko prvenstvo 2010. godine u Južnoafričkoj Republici te je zabiljećio 11 nastupa uz jedan postignuti pogodak. Pozvan je za isto svjetsko prvenstvo uz još 22 igrača. 

## Trofeji
Colo-Colo
- Čileanska 1. liga: 2

2005./06., 2006./07.
Juventus
- Serie A: 4

2011./12., 2012./13., 2013./14., 2014./15.
- Talijanski Superkup: 2

2012., 2013.
- Talijanski kup: 1

2015.
Bayern München
- Bundesliga: 3

2015./16., 2016./17., 2017./18.
- Njemački superkup: 2

2016., 2017.
- Njemački kup: 1

2015./16.
Barcelona
- La Liga: 1

2018./19.
- Španjolski superkup: 2

2018.

## Vanjske poveznice
- Vidal na transfermarkt.co.uk
- Vidal na soccerway.com